# Test du Mull of Kintyre

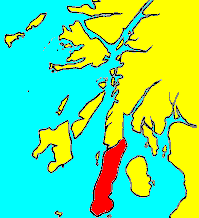
Le Kintyre est en rouge. Le Mull of Kintyre fait référence au promontoire de la pointe sud, mais dans ce contexte on parle de toute la péninsule.

Le test du Mull of Kintyre  est une légende urbaine selon laquelle une carte géographique du Kintyre était utilisée par le British Board of Film Classification (BBFC) au Royaume-Uni pour voir si une image d'un pénis humain pouvait être diffusée.
Le BBFC n'aurait pas permis la diffusion d'un film ou d'une vidéo s'il contenait un pénis en érection dont l'angle à partir de la verticale était plus grand que celui du Mull of Kintyre (Argyll and Bute), sur les cartes de l'Écosse.
L'avocat écossais Richard Findlay, lors d'une entrevue avec Annette McCann en 1999, mentionna ce test comme associé à un ancien « adage » pratique pour déterminer ce qui était permis ou non, regrettant que les choses soient devenues plus complexes.
L'écrivaine Emily Dubberley, cofondatrice de la revue de pornographie féminine Scarlet Magazine pensait cette légende vraie, et y voyait, alors qu'elle était étudiante de première année en psychologie, un double standard permis par la croyance que les femmes ne répondaient pas érotiquement aux stimuli visuels, limitant ainsi le développement d'une pornographie féminine ;  elle s'interdisit à ce titre en 2005 la représentation de pénis en érection dans le magazine nouvellement créé.
En 2000, une porte-parole du BBFC nia l'existence de ce test.